# Mettmenstetten
Mettmenstetten is een gemeente en plaats in het Zwitserse kanton Zürich, en maakt deel uit van het district Affoltern.
Mettmenstetten telt 4084 inwoners (2007).

## Geschiedenis
In 1877 was Otto Stoll als arts actief in Mettmenstetten.

## Geboren
- Thomas Lambert (1984), freestyleskiër